# Утрера
Утрера (шп. Utrera) град је у Шпанији у аутономној заједници Андалузија у покрајини Севиља. Према процени из 2008. у граду је живело 50.098 становника.

## Географија

### Клима
| Клима (Утрера)     | Клима (Утрера) | Клима (Утрера) | Клима (Утрера) | Клима (Утрера) | Клима (Утрера) | Клима (Утрера) | Клима (Утрера) | Клима (Утрера) | Клима (Утрера) | Клима (Утрера) | Клима (Утрера) | Клима (Утрера) | Клима (Утрера) |
| Показатељ \ Месец  | .Јан.          | .Феб.          | .Мар.          | .Апр.          | .Мај.          | .Јун.          | .Јул.          | .Авг.          | .Сеп.          | .Окт.          | .Нов.          | .Дец.          | .Год.          |
| ------------------ | -------------- | -------------- | -------------- | -------------- | -------------- | -------------- | -------------- | -------------- | -------------- | -------------- | -------------- | -------------- | -------------- |
| [ тражи се извор ] |                |                |                |                |                |                |                |                |                |                |                |                |                |

## Становништво
Према процени, у граду је 2008. живело 50.098 становника.
| 1981.  | 1991.  | 2001.  |
| ------ | ------ | ------ |
| 37.887 | 43.220 | 45.175 |